# Biserica cu Lună
Biserica cu Lună, cunoscută și sub denumirea Catedrala Adormirea Maicii Domnului, este o biserică creștin-ortodoxă aflată în Oradea, construită între anii 1784-1790. A fost denumită astfel datorită unui mecanism unic în Europa, aflat pe turla bisericii, care are menirea de a pune în mișcare o sferă cu diametrul de 1 m, de forma lunii, vopsită jumătate în negru, jumătate în auriu. Această sferă se deplasează după mișcarea de rotație a Lunii în jurul Pământului și arată, prin rotirea sa, toate fazele Lunii.
Biserica este monument istoric, cod LMI BH-II-m-A-01088.

## Legături externe

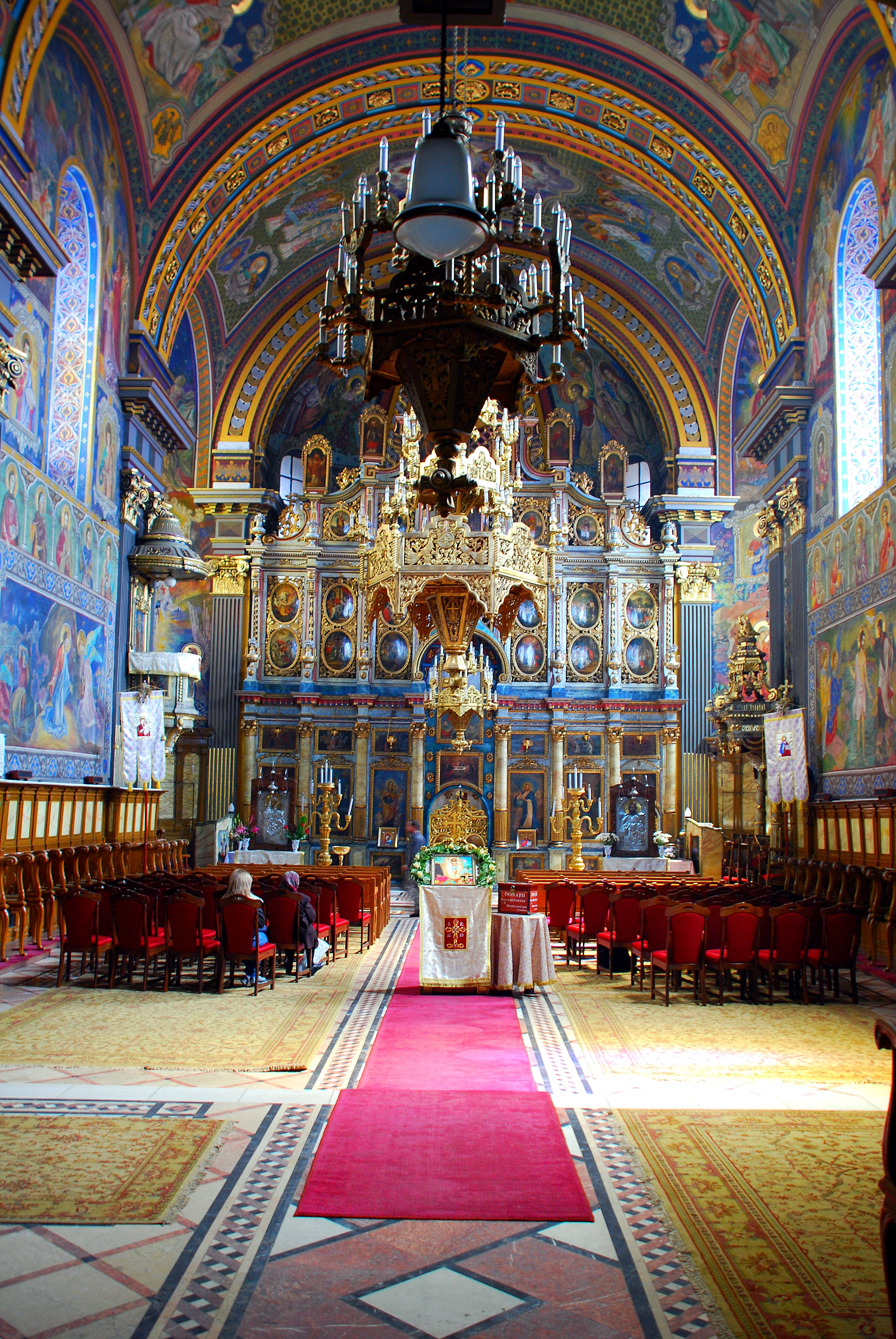
Interiorul